# Maestro Teodorico
Maestro Teodorico (fl. XIV secolo) è stato un pittore boemo, documentato a Praga tra il 1359 e il 1381.

## Biografia

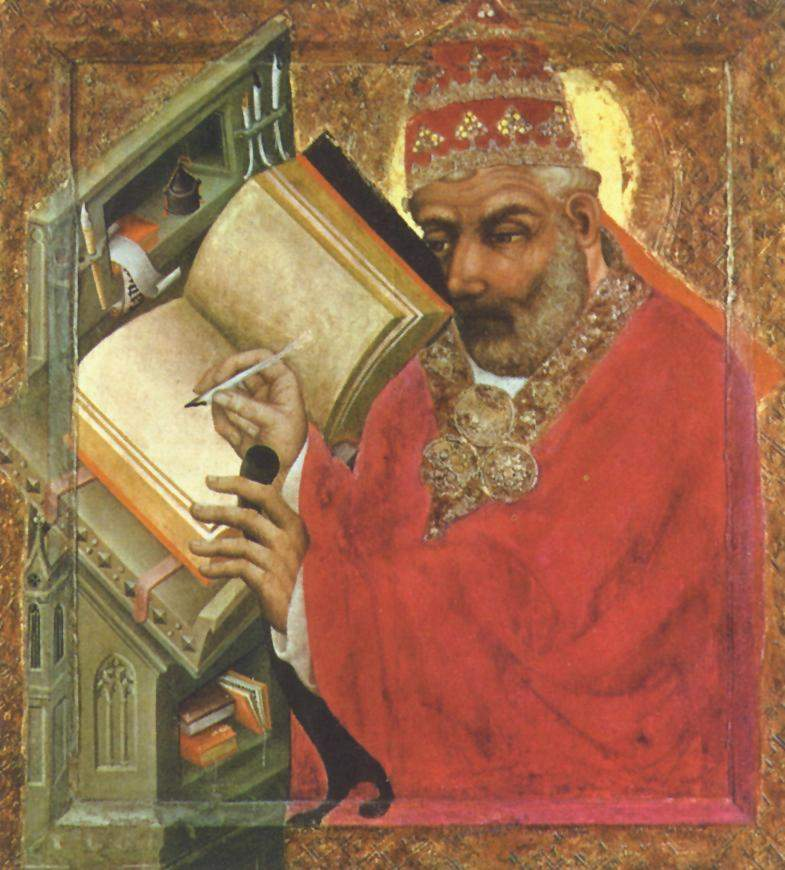
San Gregorio, olio su tavola, Národní galerie, Praga

Le fonti documentarie testimoniano nell'anno 1359 la prima testimonianza di Magister Theodoricus in qualità di maler imperialis. Nel 1365 è documentato il pagamento della tassa di appartenenza alla corporazione dei pittori di Praga, mentre in data 28 aprile 1367 un documento imperiale lo conferma pittore di corte e ne loda l'opera nella cappella della Santa Croce del castello di Karlštejn.
Il percorso formativo del Maestro ci è ignoto, come altrettanto oscura è la città di origine: infatti oltre a poche illustrazioni all'inizio di un codice datato 1342 e conservato nella biblioteca dell'Università di Brno, a una Crocifissione, una Santa Elisabetta e un San Cristoforo su tavola, ora alla Národní galerie di Praga, l'attività nota di Maestro Teodorico resta quasi esclusivamente legata alla monumentale opera di decorazione della cappella della Santa Croce, luogo destinato alla conservazione del tesoro imperiale e delle sacre reliquie della Passione. La prima menzione documentaria della cappella risale al 1357 e si ipotizza che il Maestro Teodorico abbia iniziato a lavorarci intorno al 1359. Ben 133 tavole dipinte, ordinate sulle parete in tre e quattro file serrate, sommesse alle volte dorate e ddcorate con stelle, formano le impressionanti schiere di angeli, santi e profeti, che, disciplinato secondo una rigorosa gerarchia, si parano al di sopra del secondo zoccolo incrostato di pietre dure; una tavola della Crocifissione e una Imago pietatis sovrastano invece l'altare. Le milizie celesti sono effigiate a mezza figura, sul fondo oro fittamente punzonato, entro cornici che racchiudono le reliquie dei santi rappresentati. All'opera del Maestro Teodorico si devono inoltre ricondurre alcuni affreschi degli strombi delle finestre: Storie dell'Apocalisse,  una Annunciazione, l'Adorazione dei Magi, forse momento iniziale dell'arredo pittorico della cappella.
Un accentuato senso di corporeità caratterizza le figure massive delle tavole di Karlštejn, dense e rinserrate di un panneggio vigoroso ma assai semplificato nelle linee; un tentativo di ricerca fisiognomica dei modella energicamente i volti. Tali caratteri, nuovi nell'arte del primo Trecento boemo, trovano accordi con la decorazione scultorea per il triforio della Cattedrale di Praga, che impegnò Peter Parler quasi negli stessi anni. Sebbene parte della critica ipotizzi dipendenze da formule già codificate nel milieu praghese del Maestro della Genealogia di Karlštejn e del Maestro del Ciclo di Emmaus, più convincenti sembrano i confronti con la pittura trecentesca norditaliana, ben rappresentata a Karlštejn da due opere di Tommaso da Modena, forse acquistate da Carlo IV di Lussemburgo durante il suo primo viaggio italiano. Resta però unico il programma ideale che sottende l'intero arredo della cappella. il profondo sentimento religioso di Carlo IV e la sua politica di restaurazione imperiale, ne forniscono le basi testuali per una più accurata lettura: la profusione di pietre dure e degli ori delle tavole, icone di un'immensa iconostasi trasposta sulle pareti dello spazio di culto, hanno radici nella tradizione orientale: la cappella della Santa Croce diviene così una rappresentazione terrena della Città Celeste, come descritto nell'Apocalisse di Giovanni.
È certo che le innovazioni dell'opera del Maestro Teodorico, in cui converge un'ampia varietà di inflessioni, si irradiano nella pittura boema dei decenni successivi: il Maestro del Tavola di Očko von Vlašim e il Maestro dell'Altare di Třeboň gli dovranno molto e molto della pittura gotica austriaca si impadronisce dei suoi stilemi e dei suoi tipi fisionomici, che ricorreranno anche nelle opere di Meister Bertram.